# Luis Salvadores
Luis Salvadores Salvi, detto Lucho (Lanco, 26 giugno 1932 – Temuco, 1º febbraio 2014), è stato un cestista cileno.

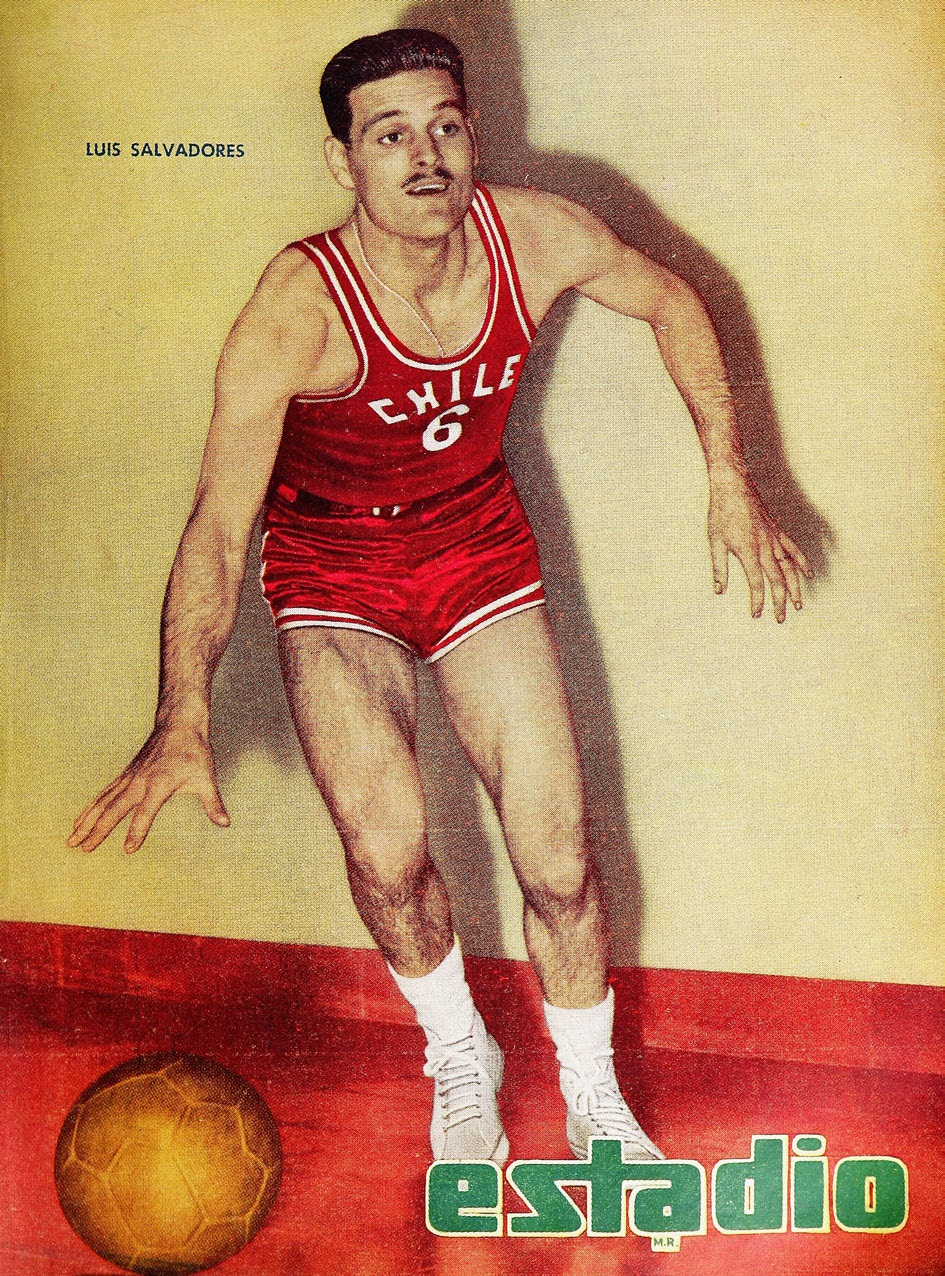

Era il fratello di Álvaro Salvadores.

## Carriera
Con il Cile ha disputato i Giochi Olimpici di Melbourne 1956 e i Campionati del mondo del 1959.